# Namunaria pacifica
Namunaria pacifica är en skalbaggsart som först beskrevs av Horn 1878.  Namunaria pacifica ingår i släktet Namunaria och familjen barkbaggar. Inga underarter finns listade i Catalogue of Life.